# Stephen Dunn (réalisateur)
Pour les articles homonymes, voir Stephen Dunn.
Stephen Dunn est un scénariste, producteur et réalisateur canadien, né le 18 janvier 1989 à Saint-Jean de Terre-Neuve dans la Terre-Neuve-et-Labrador. Son premier long métrage Closet Monster est récompensé au Festival international du film de Toronto, en 2015.

## Biographie

### Jeunesse
Stephen Dunn naît en janvier 1989 à Saint-Jean de Terre-Neuve, dans la Terre-Neuve-et-Labrador au Canada. Il assiste aux cours au Centre canadien du film et à l'université Ryerson à Toronto, en Ontario,.

### Carrière
En 2008, Stephen Dunn dirige son premier court métrage Lionel Lonely Heart et d'autres, à l'université Ryerson.
En 2015, en tant que scénariste et réalisateur, il présente son premier long métrage Closet Monster au Festival international du film de Toronto 2015, qui remporte le prix du meilleur long métrage canadien. Il y est également récompensé en tant que nouveau réalisateur. Dans la même année, il produit et réalise la web-série Pop-Up Porno,  diffusée sur YouTube et présentée au Festival du film de Sundance,.
En 2020, il réalise un épisode de la série Little America pour Apple TV+, qui concentre sur un Syrien gay immigré.

### Vie privée
Stephen Dunn est ouvertement gay.

## Filmographie

### Cinéma

#### Long métrage
- 2015 : Closet Monster

#### Courts métrages
- 2008 : Lionel Lonely Heart
- 2009 : The Hall
- 2009 : Words! Words! Words!
- 2010 : Swallowed
- 2012 : Life Doesn't Frighten Me
- 2012 : Night Light
- 2013 : We Wanted More
- 2014 : Good Morning (co-réalisé avec Peter Knegt)
- 2019 : Rick Mercer: « Take Action » Figures (documentaire)

### Télévision

#### Séries télévisées
- 2015 : Reel East Coast (saison 1, épisode 1)
- 2018 : Heritage Minutes (2 épisodes)
- 2020 : Little America (saison 1, épisode 8 : The Son)
- 2022 : Queer as Folk

### Web-séries
- 2015 : Pop-Up Porno (3 épisodes)